# Odorrana chapaensis
Odorrana chapaensis es una especie de anfibio anuro de la familia Ranidae.

## Distribución geográfica
Originaria de China, Vietnam y Laos.